# Daichi Yamanaka
Daichi Yamanaka (Japans: 山中大地, Yamanaka Daichi) (Kawakami (Prefectuur Nagano), 1 mei 1990) is een Japanse schaatser met een specialisatie voor de korte afstanden, vooral de 1000 meter.
Yamanaka schaatst sinds 2012 en maakte zijn debuut in het professionele schaatsen in 2012. Hij deed in 2014 mee aan de Olympische Winterspelen in Sotsji (Rusland). Daarbij werd hij 36e op de 1000 meter.
Yamanaka haalde bij een wereldbekerwedstrijd in Stavanger op 18 november 2017 voor het eerst het podium in de internationale competitie. Op de 500 meter, waar hij eerder dat seizoen Japans kampioen op werd, eindigde hij in een persoonlijk record van 34.65 als tweede, achter Ronald Mulder. Yamanaka bezorgde Japan daarmee voor het eerst in 3 jaar een podiumplaats op 500 meter mannen: de laatste Japanner die dat presteerde, was Ryohei Haga.

## Persoonlijke records
| Afstand      | Tijd     | Datum            | Baan           |
| ------------ | -------- | ---------------- | -------------- |
| 500 meter    | 34,06    | 14 februari 2020 | Salt Lake City |
| 1000 meter   | 1.08,76  | 21 maart 2015    | Calgary        |
| 1500 meter   | 1.45,94  | 18 maart 2012    | Calgary        |
| 3000 meter   | 4.04,33  | 28 januari 2006  | Karuizawa      |
| 5000 meter   | 6.59,84  | 25 oktober 2008  | Nagano         |
| 10.000 meter | 15.55,65 | 7 februari 2007  | Matsubarako    |

## Resultaten
| Jaar | WK Sprint               | WK Afstanden | Olympische Spelen | WK Junioren                                        |
| ---- | ----------------------- | ------------ | ----------------- | -------------------------------------------------- |
| 2009 |                         |              |                   | 25e allround 44e 1500m 21e 5000m 10e achtervolging |
|      |                         |              |                   |                                                    |
| 2014 |                         |              | 36e 1000m         |                                                    |
|      |                         |              |                   |                                                    |
| 2018 | 10e · (, 14e, 5e, 12e)  |              | 5e 500m 23e 1000m |                                                    |
|      |                         |              |                   |                                                    |
| 2020 | 13e (11e, 20e, 7e, 14e) | 5e 500m      |                   |                                                    |

(#, #, #, #) = afstandspositie op sprinttoernooi (500m, 1000m, 500m, 1000m).